# Nguyên tử Betty
Nguyên tử Betty (nguyên bản là Atomic Betty) là phim bộ hoạt hình. Phim được công chiếu tại Canada trên các kênh Teletoon và các kênh truyền hình khác của một số quốc gia.

## Nhân vật
- Betty Barrett - Sinh 4 tháng 10 năm 1996. 10-12 tươi. Người Kazakh (tu mẹ cô ấy) va Người Anh (từ bô cô ấy).

## Diễn viên lồng tiếng

### Nguyên bản
Khi phim được công chiếu, các diễn viên lồng tiếng bao gồm:
- Tajja Isen lồng tiếng trong vai Betty Barrett